# Masato Yamazaki
Masato Yamazaki (山﨑 雅人, Yamazaki Masato) est un footballeur japonais né le 4 décembre 1981. Il est attaquant.

## Palmarès
- Champion du Japon en 2004 avec les Yokohama F. Marinos
- Vainqueur de la Ligue des champions de l'AFC en 2008 avec le Gamba Osaka
- Vainqueur de la Coupe du Japon en 2008 et 2009 avec le Gamba Osaka
- Finaliste de la Coupe de la Ligue japonaise en 2010 avec le Sanfrecce Hiroshima